# غل تبة (تشاراويماق)
غل تبة (بالفارسية: گل‌تپه) هي منطقة سكنية تقع في قسم تشاراويماق المركزي في إيران. يقدر عدد سكانها بـ 177 نسمة .